# Louis Étienne Thouvenin
Pour les articles homonymes, voir Thouvenin.
Louis Étienne Thouvenin, né le 12 novembre 1791 à Moyenvic (Moselle) et mort le 19 avril 1882 à Le Cellier (Loire-Atlantique), était un général et inventeur français.

## Biographie
Admis à l'École spéciale militaire de Saint-Cyr en 1810, il est incorporé dans l'artillerie avec le grade de lieutenant en 1811 et se distingue durant les campagnes des guerres napoléoniennes de 1813 à 1815. Blessé à la bataille de Leipzig, il est décoré de la Légion d'honneur et promu capitaine dès 1813. Il participe en 1823 à l'Expédition d'Espagne puis sert en 1828 en Grèce, où il joue un rôle remarqué lors du siège du château de Morée. Il passe chef d'escadron en 1830, puis lieutenant-colonel en 1840.
En 1840, Thouvenin invente la carabine à tige, basée sur une méthode facile de chargement de l'arme par la bouche. Son principe est validé par une commission d'étude technique et adopté par l'armée française en 1846, d'abord pour équiper l'infanterie légère puis également comme arme individuelle en dotation dans l'artillerie.
Nommé colonel le  29 octobre 1844, il commande le 14e régiment d'artillerie de 1844 à 1846, puis exerce les fonctions de directeur de l'artillerie à Nantes de 1846 à 1848. Promu général de brigade le 14 juillet 1848, il prend le commandement de l'artillerie de la 4e division à Strasbourg, avant d'être admis dans le cadre de réserve en 1853.
Créé chevalier de la Légion d'honneur dès 1813, il est promu officier du même ordre en 1836 puis commandeur en 1850.
Il était propriétaire de la Villa Château-Guy, au Cellier.

## Sources
- Dossier de Légion d'honneur du général Thouvenin.
- « Le général Thouvenin, sa vie et ses travaux », Revue d'artillerie, volume 20, 1882, p. 297-313.
- Annuaire officiel de l'Armée française, diverses éditions.